# Johnson Matthey Technology Review
Johnson Matthey Technology Review (Platinum Metals Review avant 2014) est une revue scientifique trimestrielle à comité de lecture qui publie des rapports sur la recherche scientifique sur les métaux du groupe du platine et les développements industriels connexes. 

## Histoire
Le journal Platinum Metals Review est créé en 1957 et est publié par Johnson Mattley and Co,. Depuis avril 1998, il est publié en libre accès et, à partir du numéro de juillet 2004, en format électronique uniquement. En 2014, le nom de la revue a été changé pour Johnson Matthey Technology Review,.

## Objectifs et portée
La revue comprend des comptes rendus de recherches, de livres et de conférences universitaires dont les principaux résultats sont publiés sous forme de brefs rapports. Les articles examinent également les aspects notables de brevets et de la littérature scientifique pertinente. À l'occasion, des articles sur l'histoire, les événements géologiques et l'exploitation des métaux du groupe du platine sont également publiés.

## Résumé et indexation
Platinum Metals Review a été résumée et indexée par :     
- Chemical Abstracts
- Chemical Engineering and Biotechnology Abstracts
- Compendex
- Corrosion Abstracts
- Current Contents/Physical, Chemical & Earth Sciences
- Environment Abstracts
- Metals Abstracts/METADEX
- Metal Finishing Abstracts
- Science Citation Index Expanded
- Scopus
- World Textile Abstracts